# Бладжойо
Бладжойо (фр. Bladjoyo) — деревня в Чаде, расположенная на территории региона Канем. Входит в состав департамента Вади-Биссам.

## География
Деревня находится в западной части Чада, к востоку от озера Чад, на высоте 300 метров над уровнем моря.
Бладжойо расположен на расстоянии приблизительно 144 километров к северо-востоку от столицы страны Нджамены.
Ближайшие населённые пункты: Карна, Мараволили, Келеп, Конкедуи, Кангаратер, Бутуколи, Ам-Добак.
Климат деревни характеризуется как аридный жаркий (BWh в классификации климатов Кёппена).

## Транспорт
Ближайший аэропорт расположен в городе Нгури.